# (23465) 1989 UA1
1989 يو أي 1 (ويعرف أيضًا باسم (23465) 1989 يو أي 1 وفق تسمية الكوكب الصغير) (بالإنجليزية: 1989 UA1)‏ هو كويكب ضمن حزام الكويكبات؛ وترتيبه 23465 من حيث الاكتشاف.
اكتُشف هذا الجُرم الفلكي بواسطة Masayuki Yanai ‏ في 24 أكتوبر 1989.

## وصلات خارجية
- (23465) 1989 UA1 في قاعدة بيانات مختبر الدفع النفاث لأجرام النظام الشمسي الصغيرة

- الاكتشاف · مخطط المدار ·  العناصر المدارية · المعلمات المادية

- (23465) 1989 UA1 على موقع ويكي سكاي: DSS2, SDSS, GALEX, IRAS, Hydrogen α, X-Ray, Astrophoto, Sky Map, Articles and images